# Бембі
«Бембі» (англ. «Bambi») — п'ятий за рахунком класичний мультфільм Волта Діснея. Робота над картиною розпочалася у 1936 році й, через виняткову складність в реалізації поставлених цілей, закінчилася лише у 1942 році. В основі картини лежить однойменна книга Фелікса Зальтена, випущена у 1923 році. Головні дійові особи — оленятко Бембі, його батьки (мати та батько — Великий Князь лісу) та друзі.
«Бембі» номінувався на «Оскар» в трьох категоріях — найкраща пісня («Love Is A Song»), найкраща музика і найкращий звук, проте, не одержав жодної нагороди. У рік прем'єри мультфільм провалився в прокаті, але при повторних показах (з 1947 по 1988) почав стрімко набирати популярність і незабаром став культовим. У 1948 році картина одержала премію «Золотий глобус». Також «Бембі» був найулюбленішим мультфільмом Волта Діснея.
За наслідками недавнього опитування Los Angeles Business, «Бембі» був визнаний найкращим діснеївським мультфільмом, набравши 21 % голосів (для порівняння — «Білосніжка і сім гномів» одержав 20 % голосів, а «Король-лев» — тільки 8 %). 7 Лютий 2006 року студія Діснея випустила сиквел — «Бембі 2».

## Сюжет
Мультфільм розпочинається з народження нового Принца лісу — оленятка Бембі. Разом зі своїми першими друзями — Туптупом і його сестрами — він вчиться ходити, говорити й знайомиться з іншими мешканцями лісу. Несподіваній для нього стає зустріч з Феліно — маленькою оленицею, яка вважає спілкування з Бембі дуже цікавим і веселим. Бембі, проте, зовсім не поділяє радості Фелін. Намагаючись наздогнати настирливу знайому, Бембі зустрічається зі своїм батьком — Великим Князем лісу — найповажнішим оленем у всьому лісі. Раптово на сцені з'являється чужинець — Людина — мисливець, що не знає милосердя і співчуття. Хоча Бембі і його матері вдається уникнути небезпеці, життя в лісі більше ніколи не буде таким же безтурботним і легким, як раніше.
Услід за осінню приходить зима — найважчий час в житті Бембі — але і вона не триває вічно. З'являються перші промені весняного сонця, і Бембі разом з ненею знову відправляються на галявину, де знаходять першу весняну травичку.
Мирна прогулянка закінчується трагедією — куля мисливця, що знов з'явився, цього разу все-таки наздоганяє маму Бембі. Не розібравшись в тому, що трапилося, Бембі марно намагається відшукати свою матір в лісі, що занурюється в нічну пітьму. Замість нені він зустрічає Великого Князя, який і повідомляє йому горезвісну звістку. Безтурботне дитинство Бембі залишається у минулому.
Приходить весна, і старі друзі — Бембі, Квітка і Туптуп — зустрічаються знову. Бембі вже зовсім не той, що раніше — у нього виросли роги, і з соромливої й полохливої дитини він перетворюється на молодого оленя. Весна — період кохання, і, зустрівшись із давньою приятелькою Фелін, Бембі в буквальному розумінні потрапляє на небеса. Ідилію вщент розбиває суперник, що несподівано з'явився, — Роно, — з яким Бембі доводиться вступити в бій. З честю витримавши нове випробування, Бембі залишається наодинці з Фелін — але лише до тих пір, поки смертельна небезпека — Людина — знов не з'являється в лісі. Цього разу сховатися від нього не виходить — Людина міцно влаштувалася в лісі й почала масове винищування його мешканців. Кульмінація всієї дії — зустріч Бембі й Фелін з ордою мисливських собак, від яких їм дивом вдається сховатися. Проте, найголовніша небезпека ще попереду — людський вогонь розпочинає пожежу, і жителі лісу вимушені в поспіху покинути свої рідні місця. Як його матір, що рятується від вогню Бембі підстрілює Людина, але рана виявляється несмертельною, і разом зі своїм батьком Бембі рятується.
Навіть найважчим часам приходить кінець, і перетворений на попелище ліс починає відроджуватися. Фінальний акорд мультфільму — народження у Бембі й Фелін двох оленяток, дивно схожих на своїх батьків. Зрозумівши, що його час пройшов, Великий Князь лісу поступається своїм місцем Бембі, що остаточно подорослішав.

## Персонажі мультфільму
- Матір Бембі: Сама виховує Бембі. Дуже обережна і розумна, всіма силами прагне захистити Бембі від можливої небезпеки. Проте, їй не вдається уникнути кулі Людини.
- Туптуп (Thumper): Хоробрий, енергійний і самостійний заєць. Своє ім'я Туптуп одержав через здатність стукати ногою з приводу і без нього. Любить говорити необережні фрази, за які йому доводиться відповідати перед своєю матір'ю.
- Квітка (Flower): Цього скромного і сором'язливого скунса так назвали за чистою випадковістю — маленький Бембі переплутав його з квіткою. Проте, схоже, Квітка більш ніж задоволений своїм новим ім'ям.
- Фелін (Faline): Олениця-подруга Бембі, з якої він випадково знайомиться на лузі; за вдачею Фелін дуже енергійна і життєрадісна. Кожна їх зустріч — це несподіванка для Бембі.
- Великий Князь (Great Prince): Статечний і небагатослівний батько Бембі. Згідно зі словами мами Бембі, Великий Князь — наймудріший і найстаріший олень у лісі. Його завдання — охороняти лісових мешканців від нашестя Людини.
- Роно (Ronno): Ім'я Роно не згадується в мультфільмі, а з'являється цей похмурий і украй агресивний олень лише одного разу — як несподіваний суперник Бембі в боротьбі за увагу Фелін.
- Сич (Friend Owl): Старий пугач, основне заняття якого — дрімати у своєму дуплі. Цей комічний персонаж не любить, коли його турбують.
- Людина (Man): Єдиний і абсолютний ворог лісу, який несе з собою страх і смерть. Кожна поява Людини в лісі — це велике нещастя для всіх його мешканців. Взагалі через необережність Людини в лісі починається пожежа.

## Ролі озвучували
| Персонаж           | Оригінальне озвучування                                     |
| ------------------ | ----------------------------------------------------------- |
| Бембі              | Боббі Стюарт / Донні Данаган Гарді Олбрайт / Джон Сазерленд |
| Олениця            | Паула Уінслоу                                               |
| Туптуп             | Пітер Бен / Тим Девіс Сем Едвардс                           |
| Квітка             | Стен Олександр / Тим Девіс Стерлінг Холлоуей                |
| Фелін              | Каммі Кінг Енн Джилліс                                      |
| Великий Князь лісу | Фред Шилдз                                                  |
| Друг Філін         | Вілл Райт                                                   |
| Місіс Кролиха      | Маргарет Лі                                                 |
| Іна                | Мері Ленсінг                                                |
| Кріт               | Отіс Харлан                                                 |

## Український дубляж
- Олександр Солодкий — Бембі-юнак
- Дмитро Павленко — Бембі
- Дем'ян Шиян — Квітка
- Олександр Чернов — Квітка-юнак
- Олена Узлюк — Олениця
- Михайло Кришталь — Сич
- Євгеній Лебедин — Туптуп
- Андрій Соболєв — Туптуп-юнак
- Ксенія Лук'яненко — Фелін-маля
- Дарина Муращенко — Фелін-юнка
- Ірина Ткаленко — Мама Фелін
- Кирило Нікітенко — Олень
- Андрій Альохін — Кріт

### А також
- Роман Солошенко
- Володимир Канівець
- Вікторія Хмельницька
- Вікторія Москаленко

### Пісні виконували
- Сергій Юрченко
- Володимир Трач
- Вероніка Дорош
- Тетяна Піроженко

Фільм дубльовано студією «Le Doyen» на замовлення компанії «Disney Character Voices International» у 2018 році.
- Перекладач тексту та пісень — Роман Кисельов
- Режисер дубляжу — Максим Кондратюк
- Музичний керівник — Тетяна Піроженко
- Звукорежисери — Станіслав Ногін, Олена Лапіна
- Звукорежисери перезапису — Віктор Алферов, Олена Лапіна